# Blakes mikrofon
Blakes mikrofon var en av amerikanen Francis Blake 1878 konstruerad mikrofon, som byggde på upptäckten att motståndet i en kolkontakt ändrades med tryckvariationer. Den var en förbättring av Emile Berliners mikrofon från 1877.
Kontakten i Blakes mikrofon bildades mellan en platinaknapp och en kolskiva. När mikrofonens talmembran försattes i vibrationer av ljudvågorna, ändrades motståndet och därmed strömstyrkan i ledningskretsen proportionellt mot ljudvågorna. Mikrofontypen kom att spela en viktig roll i patentstriden mellan Western Union och Bellbolaget och bidrog till att stärka Bellbolagets ställning. Mikrofontypen kom under 1880- och 1890-talet att bli mycket spridd i Storbritannien och USA, och kom att användas av bland annat Stockholm Bell Telefonaktiebolag när de byggde upp sitt telefonnät.